# 小行星7200
小行星7200是一颗围绕太阳公转的小行星。1994年7月8日，蒂莫西·B·斯帕爾在卡特林那发现了此天体。
这颗小行星的绝对星等为88.81109等。